# Чернава (Саратовская область)
Чернава — село в Ивантеевском районе Саратовской области, административный центр сельского поселения Чернавское муниципальное образование.
Население - 427 (2010)

## История
Казённое село Чернава (оно же Вязовка) упоминается в Списке населённых мест Российской империи по сведениям за 1859 год. Село относилось к Николаевскому уезду Самарской губернии. В селе проживали 842 мужчины и 820 женщин. Согласно Списку населённых мест Самарской губернии по сведениям за 1889 год Чернава являлась волостным селом Чернавской волости Николаевского уезда Самарской губернии. В селе проживало 4086 жителей. Земельный надел составлял 8974 десятины удобной и 471 десятина неудобной земли, имелось церковь, волостное правление, общественная школа, 14 ветряных мельниц, проводились 3 ярмарки. Согласно переписи 1897 года в селе проживало 2590 человек, все - православные
Согласно Списку населённых мест Самарской губернии 1910 года село населяли бывшие государственные крестьяне, русские, православные, 1770 мужчина и 1735 женщин, в селе имелись волостное правление, кредитное товарищество, церковь, земская и церковно-приходская школы, 12 ветряных и 1 механическая мельницы, проводились 3 ярмарки, по воскресеньям базары, работали фельдшер и урядник.

## Физико-географическая характеристика
Село находится в Заволжье, на реке Чернава (левый приток реки Малый Иргиз). Рельеф местности холмисто-равнинный, в районе села реки Чернава, прорезая юго-западные отроги Каменного Сырта (часть возвышенности Общий Сырт), образует долину, глубоко врезанную в окружающую местность, склоны которой изрезаны балками и оврагами. Высота центра населённого пункта - 92 метра над уровнем моря. Рельеф местности равнинный. Почвы - чернозёмы южные.
Село расположено примерно в 20 км в восточном направлении от районного центра села Ивантеевка. По автомобильным дорогам расстояние до районного центра составляет 21 км, до областного центра города Саратов - 300 км, до Самары - 160 км.

## Население
Динамика численности населения по годам:
| Годы      | 1859 | 1889 | 1897 | 1910 | 2002 |
| --------- | ---- | ---- | ---- | ---- | ---- |
| Население | 1662 | 4086 | 2590 | 3505 | 492  |

| 2002 | 2010 |
| ---- | ---- |
| 492  | ↘427 |

Национальный состав
Согласно результатам переписи 2002 года русские составляли 76 % населения села.